# Épicerie solidaire
Une épicerie solidaire ou épicerie sociale est un commerce de proximité qui vend des denrées alimentaires à bas prix pour des publics en difficulté économique.

## Historique
Le concept s'étend en Europe pendant les années 1980.

## Concept
Une épicerie solidaire propose généralement les aliments entre 10 % et 30 % de leur valeur marchande, notamment des fruits et légumes frais. Elle propose aussi souvent diverses activités pour les publics fragilisés, dont des ateliers de cuisine et des sessions d'information à la nutrition. Ces lieux dépendent parfois de banques alimentaires.
En France, les clients sont vérifiés par des travailleurs sociaux, accompagnés dans un projet personnel et bénéficiaires d'un accès à durée limitée. Les épiceries bénéficient d'une aide gouvernementale.